# Terrerola de Madagascar
La terrerola de Madagascar (Eremopterix hova) és una espècie d'ocell de la família dels alàudids (Alaudidae).

## Hàbitat i distribució
Habita praderies obertes i zones arbustives de Madagascar.